# Liga Premier de Kirguistán 2022
La temporada 2022 de la Liga Premier de Kirguistán fue la 31.ª temporada de la máxima categoría del fútbol en Kirguistán desde 1992. Comenzó el 5 de marzo y finalizó el 15 de noviembre.
El defensor del título fue Dordoi Bishkek, mientras que el campeón del torneo fue Abdish-Ata Kant, que logró su primer título en la Liga Premier.

## Equipos

### Información
Los clubes Nur-Batken y Talant fueron incorporados a la máxima categoría, de esta forma aumentaron a 10 los clubes de Primera División.
| Club            | Ciudad      | Estadio                        | Capacidad |
| --------------- | ----------- | ------------------------------ | --------- |
| Abdish-Ata Kant | Kant        | Sportkompleks Abdysh-Ata       | 3000      |
| Alay Osh        | Osh         | Suyumbayev Stadion             | 11 200    |
| Alga Bishkek    | Biskek      | Dolen Omurzakov                | 23 000    |
| Dordoi Bishkek  | Biskek      | Dolen Omurzakov                | 23 000    |
| Ilbirs Bishkek  | Biskek      | Stadium FC FFKR                | 1000      |
| Kaganat         | Osh         | Suyumbayev Stadion             | 11 200    |
| Kara-Balta      | Kara-Balta  | Manas Stadium                  | 4000      |
| Neftchi         | Kochkor-Ata | Stadion Neftyannik Kochkor-Ata | 5000      |
| Nur-Batken      | Batken      | Zentralny Stadion              | 4000      |
| Talant          | Kant        | Sport City Stadion             | 1500      |

## Desarrollo

### Clasificación
Actualizado el 15 de noviembre de 2022.
| Pos. | Equipo              | Pts. | PJ | G  | E  | P  | GF | GC | Dif. | Clasificación o descenso                        |
| ---- | ------------------- | ---- | -- | -- | -- | -- | -- | -- | ---- | ----------------------------------------------- |
| 1    | Abdish-Ata Kant (C) | 60   | 27 | 18 | 6  | 3  | 62 | 16 | +46  | Clasifica a la Fase de grupos de la Copa AFC    |
| 2    | Alay Osh            | 51   | 27 | 14 | 9  | 4  | 39 | 21 | +18  | Clasifica a la Ronda de play-off de la Copa AFC |
| 3    | Alga Bishkek        | 45   | 27 | 13 | 6  | 8  | 45 | 39 | +6   |                                                 |
| 4    | Dordoi Bishkek      | 44   | 27 | 12 | 8  | 7  | 45 | 30 | +15  |                                                 |
| 5    | Neftchi Kochkor-Ata | 43   | 27 | 12 | 7  | 8  | 42 | 28 | +14  |                                                 |
| 6    | Kaganat (D)         | 37   | 27 | 9  | 10 | 8  | 31 | 34 | −3   | Retirados                                       |
| 7    | Nur-Batken (D)      | 35   | 27 | 10 | 5  | 12 | 32 | 39 | −7   | Retirados                                       |
| 8    | Ilbirs Bishkek      | 29   | 27 | 7  | 8  | 12 | 24 | 29 | −5   |                                                 |
| 9    | Talant              | 21   | 27 | 4  | 9  | 14 | 26 | 41 | −15  |                                                 |
| 10   | Kara-Balta          | 5    | 27 | 1  | 2  | 24 | 14 | 83 | −69  |                                                 |

 Fuente: KPFL, RSSSF
Criterios de clasificación: 1) Puntos; 2) Puntos en partidos directos; 3) Gol diferencia en partidos directos; 4) Goles anotados en partidos directos; 5) Gol diferencia; 6) Goles anotados.
Notas:
1. ↑  Dado que el campeón de la Copa de Kirguistán 2022 (Abdish-Ata Kant) se clasificó mediante su posición en la Liga Premier, el cupo que otorga dicho torneo en la Copa AFC fue cedido al segundo puesto.
2. ↑  Kaganat y Nur-Batken se retiraron de la Primera División al finalizar la temporada.

### Resultados
| Local \ Visitante | ABD | ALA | ALG | DOR | ILB | KAG | KAR | NEF | NUR | TAL |
| ----------------- | --- | --- | --- | --- | --- | --- | --- | --- | --- | --- |
| Abdish-Ata        |     | 2–0 | 5–1 | 2–0 | 2–0 | 3–0 | 5–0 | 0–2 | 3–0 | 1–0 |
| Alay Osh          | 1–1 |     | 0–0 | 2–1 | 1–1 | 2–2 | 1–0 | 0–0 | 1–3 | 1–0 |
| Alga Bishkek      | 0–2 | 2–0 |     | 0–2 | 1–3 | 3–4 | 4–1 | 1–1 | 3–3 | 1–0 |
| Dordoi            | 0–1 | 1–2 | 1–1 |     | 2–2 | 3–1 | 7–0 | 1–3 | 1–0 | 1–1 |
| Ilbirs Bishkek    | 0–1 | 1–3 | 1–2 | 1–1 |     | 1–0 | 1–0 | 3–1 | 1–1 | 2–0 |
| Kaganat           | 0–0 | 1–1 | 0–3 | 2–3 | 0–0 |     | 1–1 | 0–3 | 4–1 | 2–1 |
| Kara-Balta        | 1–8 | 0–4 | 0–2 | 1–4 | 1–2 | 1–2 |     | 0–6 | 1–2 | 1–1 |
| Neftchi           | 1–2 | 2–3 | 1–0 | 1–1 | 1–0 | 1–1 | 1–0 |     | 4–1 | 1–1 |
| Nur-Batken        | 1–0 | 0–4 | 0–0 | 1–3 | 1–0 | 0–1 | 2–0 | 1–0 |     | 2–2 |
| Talant            | 1–1 | 0–1 | 3–3 | 0–0 | 0–0 | 0–2 | 4–1 | 1–2 | 0–2 |     |

| Local \ Visitante | ABD | ALA | ALG | DOR | ILB | KAG | KAR | NEF | NUR | TAL |
| ----------------- | --- | --- | --- | --- | --- | --- | --- | --- | --- | --- |
| Abdish-Ata        |     | 0–0 |     | 0–1 | 4–2 | 0–0 | 4–0 |     |     |     |
| Alay Osh          |     |     | 1–0 |     |     |     | 4–0 | 2–1 | 2–0 | 2–1 |
| Alga Bishkek      | 2–7 |     |     |     |     | 2–0 |     | 2–1 | 2–1 |     |
| Dordoi            |     | 2–1 | 1–2 |     |     |     | 2–1 |     | 2–1 | 1–2 |
| Ilbirs Bishkek    |     | 0–0 | 1–2 | 0–2 |     |     |     |     |     | 2–0 |
| Kaganat           |     | 0–0 |     | 1–1 | 1–0 |     |     |     |     | 1–1 |
| Kara-Balta        |     |     | 0–2 |     | 1–0 | 1–4 |     |     |     | 0–2 |
| Neftchi           | 0–0 |     |     | 1–1 | 1–0 | 0–1 | 4–2 |     |     |     |
| Nur-Batken        | 0–3 |     |     |     | 0–0 | 2–0 | 4–0 | 3–1 |     |     |
| Talant            | 3–5 |     | 0–4 |     |     |     |     | 1–2 | 1–0 |     |

## Estadísticas

### Goleadores
- Fuente: Página oficial de la competición.[10]

| N.° | Jugador                 | Club            | Goles |
| --- | ----------------------- | --------------- | ----- |
| 1   | Emmanuel Yaghr          | Alay            | 14    |
| 2   | Eldar Moldozhunusov     | Neftchi         | 13    |
| 4   | Ernist Batyrkanov       | Abdysh-Ata Kant | 12    |
| 4   | Atay Dzhumashev         | Abdysh-Ata Kant | 12    |
| 5   | Suleyman Dzhumabekov    | Talant          | 10    |
| 6   | Joel Kojo               | Dordoi Bishkek  | 8     |
| 6   | Kadyrbek Shaarbekov     | Alga Bishkek    | 8     |
| 6   | Maksat Alygulov         | Abdysh-Ata Kant | 8     |
| 9   | Dmitri Ostrovski        | Alay            | 7     |
| 9   | Raul Dzhalilov          | Alga Bishkek    | 7     |
| 11  | Saidzhamol Davlatzhonov | Kaganat         | 6     |